# Ogden Point

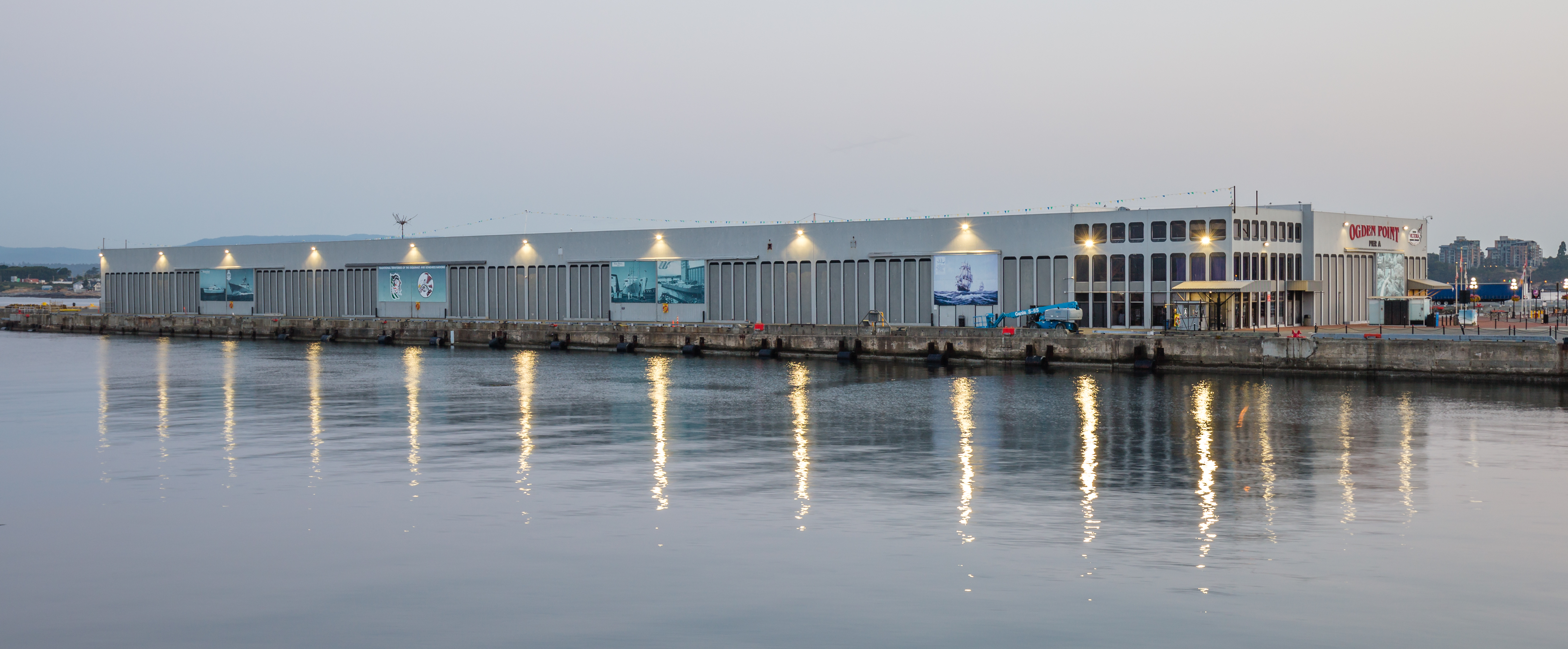
Ogden Point prima dell'alba (2018)

Ogden Point è una struttura portuale in acque profonde situata all'estremo sud-occidentale della città di Victoria, nella provincia della Columbia Britannica in Canada. La sua posizione nella bellissima e storica città sulla punta meridionale dell'isola di Vancouver, vicino allo stretto di Juan de Fuca non lontano da Vancouver e da Seattle negli Stati Uniti, l'ha resa un'attraente destinazione per le navi da crociera.

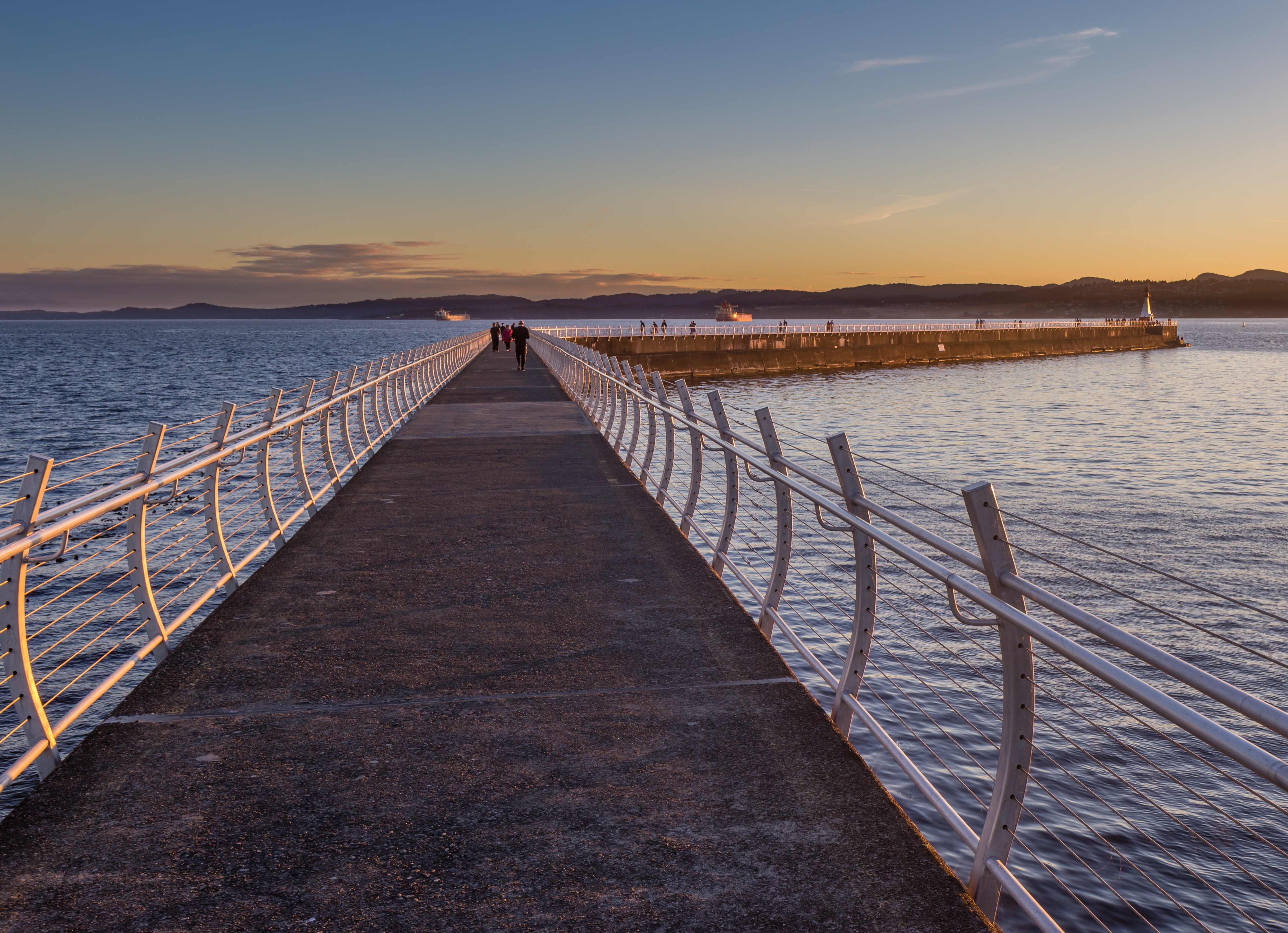
Ogden Point Breakwater, Victoria, British Columbia, Canada 02

Lo scalo funge anche da struttura di riparazione e fornitura navale per navi da crociera e altre tipologie di vascelli, come le navi per la posa di cavi in acque profonde. Ogden Point ha anche un eliporto con servizio a pieno regime per il porto di Vancouver, per l'aeroporto internazionale di Vancouver e per Seattle. Il porto è situato all'ingresso orientale del Victoria Harbour. Per le barche più piccole è possibile utilizzare una rampa con rimorchio.
La struttura per le navi da crociera è lo scalo più trafficato del Canada e nel 2018 ha gestito 245 visite di navi che hanno fatto scalo tra la fine di aprile e l'inizio di ottobre; più di queste 20 le navi, appartenenti a dieci differenti compagnie di crociera, trasportavano fino a 3.000 passeggeri ciascuna. La maggior parte delle visite si svolgono in un singolo giorno o una sera, e sono effettuate dalle compagnie che organizzano crociere per l'Alaska da Seattle, Los Angeles o San Francisco, ma anche le crociere nel nord-ovest del Pacifico spesso includono soste a Vancouver e/o Seattle. 

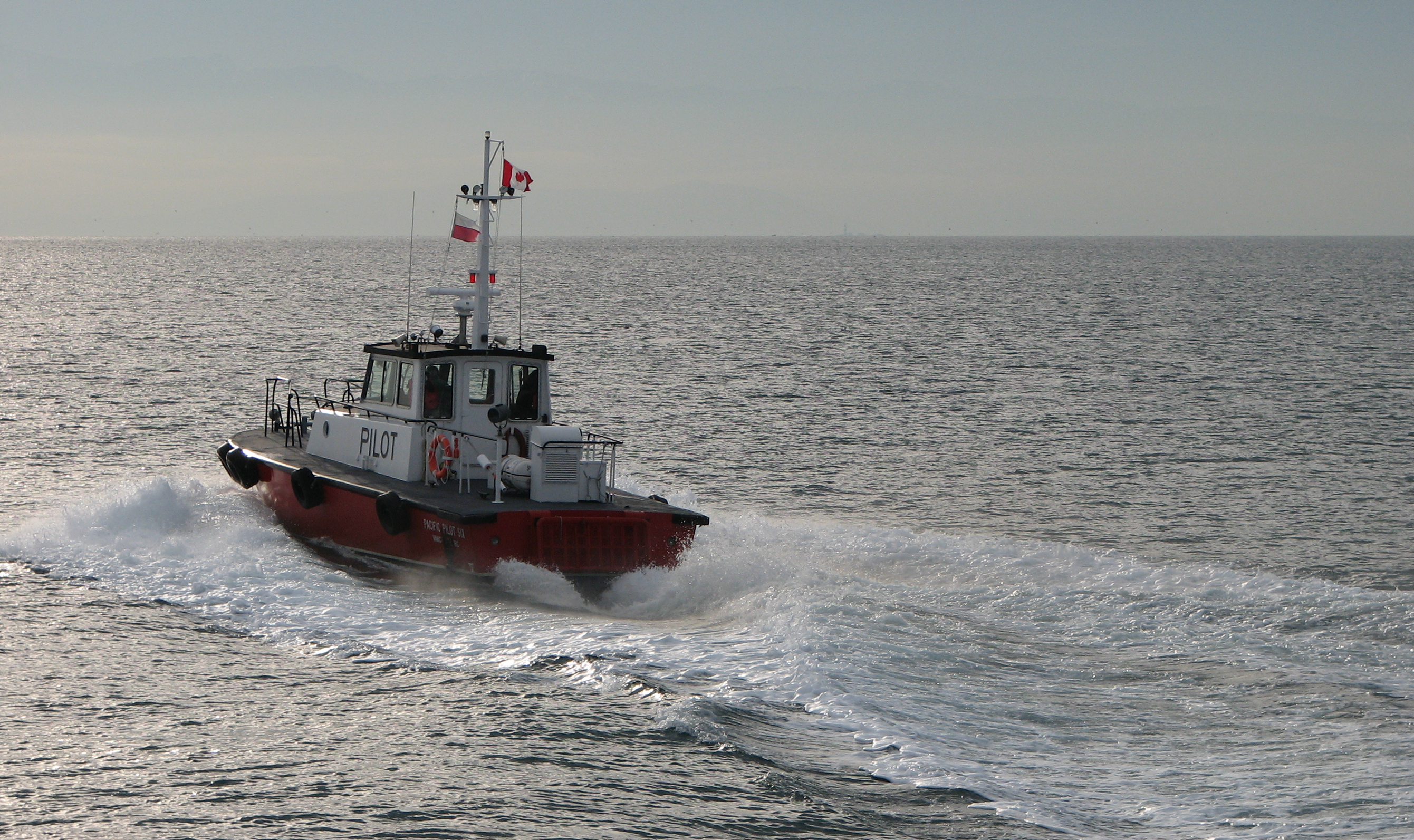
Una pilotina salpata da Ogden Point per trasportare un pilota su una nave ormeggiata presso la stazione di imbarco piloti di Brotchie.

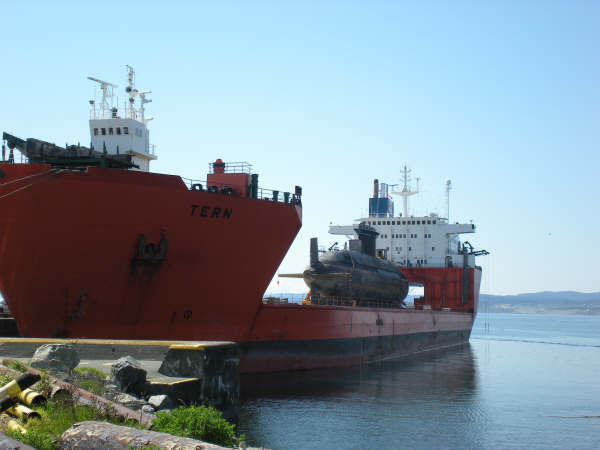
La motonave Rondine di Mare MV a Ogden Point il 30 aprile 2009, durante le fasi del trasporto del sottomarino HMCS Chicoutimi (SSK 879).

## Storia
Ogden Point prende il nome da Peter Skene Ogden (1790-1854), che è stato un importante commerciante ed esploratore della Hudson's Bay Company. I pontili di Ogden Point furono costruiti all'inizio del XX secolo per opera della città di Victoria, in previsione di una crescita delle spedizioni dovuta all'apertura del Canale di Panama. Nel 1916 l'Ufficio Idrografico degli Stati Uniti nella sua pubblicazione Coast Pilots riportava i pontili come "zone di approdo oceaniche". Quell'edizione di Coast Pilots menzionava anche che i frangiflutti a sud del molo A erano in costruzione nel 1915. Il frangiflutti venne completato nel 1916 e i moli nel 1918. Negli anni '60 il cantiere navale Victoria Machinery Depot costruì alcune delle prime navi per la BC Ferries ed altre compagnie navali utilizzando Ogden Point per le navi più grandi.
Nel 2001 la motonave Norwegian Sky arrivò da Seattle, diventando la prima nave da crociera a fare scalo settimanalmente a Ogden Point.
Nel 2008, Ogden Point ha visto l'arrivo di 202 navi da crociera e oltre 380 000 passeggeri. Il terminal delle navi da crociera è considerato un porto di transito, in quanto attualmente nessuna nave viene ormeggiata (imbarcata o sbarcata) in questa struttura. Nel 2008 la struttura è stata ampiamente rinnovata con la combinazione di colori rosso, grigio e nero dell'Autorità portuale dell'area di Victoria.
Nel 2009 Ogden Point ha visto l'arrivo di 228 navi da crociera appartenenti a diverse linee di crociera tra cui la Princess Cruises, la Holland America Line, la Celebrity Cruises, la Norwegian Cruise Line, la Crystal Cruises e la ResidenSea. Questi arrivi hanno portato tra il 23 aprile e il 14 ottobre 2009 oltre 400.000 visitatori nella città di Victoria.

## Strutture
L'impianto portuale che si estende su di un'area di 12 ettari, è dotato di due pontili denominati Molo A (a sud) e Molo B (a nord). Gli ormeggi su ciascun molo sono indicati con Nord e Sud. Quello Sud A si estende per 335 metri (1 100 ft), quello Nord A si estende per 243 metri (800 ft). Gli ormeggi del Molo B furono estesi di 317 metri (1 040 ft) installando una briccola d'ormeggio nel 2009. Ogni punto di ormeggio può ospitare una nave con un pescaggio di oltre 10 metri (33 ft) con bassa marea. Sebbene vi siano quattro punti di ormeggio, è possibile ospitare un massimo di tre navi contemporaneamente in porto a causa della stretta vicinanza tra il Molo Nord A e il Molo Sud B. Le strutture dell'Agenzia dei servizi di frontiera del Canada sono situate su ciascun molo. Il Molo A ospita anche un magazzino di 9 290 metri quadri (100 000 ft²), completo di apparato per l'avvolgimento cavi delle navi posacavi e impianti di deposito dei cavi stessi.
Ogden Point è attrezzata di banchine di carico per merci sfuse. Possono attraccarvi navi fino a 300 metri (980 ft).
Le navi da crociera che fanno scalo al Terminal navi da crociera di Ogden Point di solito organizzano escursioni a terra per i passeggeri che possono includere visite guidate ai giardini Butchart, tour della città, visite al castello di Craigdarroch, tour nei pub, tè del pomeriggio presso l'Empress Hotel, osservazioni dei cetacei, visite al quartiere Chinatown di Victoria, giri su carrozze trainate da cavalli e visite a molti altri luoghi.
Durante la stagione crocieristica, i servizi per gli ospiti includono un servizio navetta gestito dalla Wilson's Transportation per offrire agli ospiti un'alternativa alla passeggiata di 30 minuti nel centro di Victoria. Gli autobus pubblici (n. 30/31) fermano lungo Dallas Street per raggiungere il centro di Victoria. Sono inoltre disponibili in loco dei taxi e delle limousine.
La Western Stevedoring è sotto contratto con l'autorità portuale di Victoria per gestire la struttura e il terminal crociere.
L'eliporto di Camel Point, (TC LID: CBF7), è gestito dalla Pacific Heliport Services e si trova a nord-est del Molo B.
Per le barche più piccole c'è una rampa gestita dalla James Bay Anglers ed è aperta per l'uso pubblico.
Ogden Point offre immersioni in acque fredde di importanza mondiale per ogni livello di subacquei. È possibile trovare oltre a polpo gigante del pacifico, anguille lupo, alghe, anemoni di mare, nudibranchi anche diverse specie di pesci e crostacei nelle profondità più basse. Nel 2008 sono stati inoltre collocati molteplici gruppi di batteri da barriera corallina per studiare la migrazione delle specie dalla parete di rottura verso l'esterno. A causa delle correnti e di altri pericoli rilevati in tutte le zone di immersione, si consiglia di scegliere un tour di immersione locale con un professionista delle immersioni.